# ジョン・ラカム
ジョン・ラカム（John Rackham、1682年12月21日‐1720年11月18日）は、18世紀にカリブ海で活動した海賊。ジャック・ラカム（Jack Rackham）とも。大きな海賊団ではなかったラカム海賊団は、そのすばしっこさゆえに各国の海軍はなかなか捕えられない厄介な存在であったという。ラカムの海賊旗は、黒地に、上には頭蓋骨を、下にはXに交差させた2本のカットラスを配置した特徴的なデザインで、時を超えて利用されることが多い（下項の「ラカムの海賊旗」参照）。キャラコ（Calico、白木綿）の帽子や衣服を常用していたことから「キャラコ・ジャック」（Calico Jack）の名で知られる。

## 略歴

### ヴェインの部下として
チャールズ・ヴェインの仲間として記録される以前のラカムの半生については知られていないが、彼はイギリス国王ジョージ1世に反発を覚えるジャコバイト支持者の荒くれ者であった。国王が1717年に発した海賊恩赦の布告を跳ねのけた反逆者の一座にはラカムの他にクリストファー・コンデントやポールスグレイブ・ウィリアムズ、ヴェインの操舵手であったエドワード・イングランドなどが含まれていた。ラカムはヴェインによる信任も厚く、1718年6月にヴェインが拿捕した船をエドワード・イングランドに与えて独立させた後、その後釜として操舵手に任命している。
7月24日、ヴェインの一味はナッソーに赴任したウッズ・ロジャーズ新総督から逃走し、悪質な海賊として総督の悩みの種となっていた。だが11月24日、前日にフランス軍艦と遭遇しながらも攻撃を試みなかったヴェインに対し乗組員のほとんどが不服を申し立て、投票の結果ラカムが新しい船長に就任することになる。ヴェインとロバート・ディールを含む彼の支持者たち少数は小船で置き去りにされてしまった（但し彼らはその後も生き延び、最終的にラカムより数ヶ月先経って処刑されることになる）。

### 船長
その後ラカムらはしばらく、漁船などの小型船舶を日に数隻襲う海賊稼業を行っていたが、1719年に入ると王の赦免を得ようと考えるようになった。捕えた船の船長が未だ赦免の期限は切れていないと語ったからである。ラカムは船長に数々の物資を与え、ジャマイカに行って一味が投降するつもりであることを総督に伝えてほしいと依頼した。船長はこの依頼を引き受けてジャマイカに向かい、総督にラカムの伝言を伝えた。しかし船長がこの伝言を伝えるよりも早く、かつてヴェインとラカムが掠奪したキングストン号の船長が彼らの狼藉行為を総督に報告していたのである。ラカムの居場所を突き止めた総督は2隻の武装したスループ船を派遣した。この時ラカムたちは戦闘の準備をしておらず、陸地で帆をテントにして過ごしていた。一味は森の中に逃走した。
ラカムと一部の部下たちはナッソーに行って国王の赦免を願い出ることにした。彼らはロジャーズ総督のもとへ出頭し、ヴェインに海賊になることを強要されたのだと主張した。ロジャーズはこの主張を受け入れ、彼らに恩赦を与えた。

### アン・ボニーとの出会い
ナッソーに落ち着いたラカムは放蕩の日々を過ごした。この時期、ジェームズ・ボニーの妻であるアン・ボニーと知り合い、彼女と不倫関係となった。ラカムはアンを楽しませるために金遣いが荒くなり、金がなくなるとスペインに対する私掠船の仕事で海に出た。アンは夫ジェームズにラカムと一緒になるから別れてほしいと言い出し、さらに街の幾人かの人々に離婚の証人になってほしいと頼んだ。この話を聞き及んだロジャーズ総督はアンを呼び出し、そのような破廉恥な離婚をした場合は牢にぶち込んで鞭打ちの刑に処し、さらにそれをラカム自身にやらせると言い渡した。
もはやまっとうな方法では一緒になれないと悟ったラカムとアンは駆け落ちすることにした。ラカムは赦免された元海賊たちを集め、ジョン・ハマンという私掠船乗りのスループ船を盗み、再び海賊となってしまった。この中にはアンの親しい友人であったメアリ・リードも含まれていた。1720年8月20日夜半、ラカムは11人の手下と共にニュープロビデンス島に停泊していたスループ船を強奪した。この報せを受けた総督はすぐに追討の武装帆船2隻を派遣するが、一味は逃走した後だった。
キューバに向かったラカムの一味はイギリスの小型スループ船を拿捕したスペインの沿岸警備船と遭遇する。警備船は海賊船に攻撃を仕掛けたが、ラカムの船は小島を陰にしていたため攻撃が通用せず、翌朝を期して一斉攻撃することにした。ラカムは事態を打破するため、真夜中に乗組員全員をピストルとカトラスで武装させ、音もなくボートでスループ船に接近した。スループ船に乗り込んだラカムの一味はスペイン人の乗組員たちに「音を立てるな」と脅迫し、船を乗っ取って外洋に脱出した。翌朝、スペインの警備船は獲物の海賊と拿捕していたはずのイギリス船を失ったことに気付いた。

### 最期
その後1720年の10月までの間、ラカムの一味はジャマイカやハーバー島、イスパニョーラ島を荒らしまわった。このことが仇となり、襲われた船の1隻が植民地総督に通報してしまったのである。10月に入ってから、ジョナサン・バーネット船長の武装スループ船が海賊の探索に乗り出すこととなった。バーネット船長はネグリル湾にてラカムの船を捕捉、降伏勧告を拒絶し逃走の意思を見せた海賊に対してバーネットは乗船攻撃を敢行したが、これを見たラカムと乗組員たちは揃って船底の船倉へと逃げ込んでしまった。甲板を守ったのは2人の女性、アンとメアリだけであった。彼女らは激しく抵抗し、船倉に隠れたラカムら乗組員たちに「男らしく戦え」と叱咤した。それでもラカムたちは奮起しなかったため、メアリは船倉に向けて発砲したという。だがアンとメアリの抵抗虚しく、一味は最終的に取り押さえられてしまった。
1720年11月16日、ラカムと彼の手下の男性全員に対して有罪判決が下り、セント・ジャゴ・デル・ヴェガ（現在のスパニッシュタウン）において死刑判決が下された。このとき、ラカムと会ったアンは失望から厳しい言葉を投げつけている。
「あたしはあんたが縛り首になるのは悲しいよ。だけどあんたがもっと男らしく戦っていたら、犬みたいに吊されなくてもすんだんだよ」
翌日、ジョージ・フェザーストン、リチャード・コーナー、ジョン・デイヴィス、ジョン・ハウェルがラカムと共にポート・ロイヤルで処刑され、さらに翌日、パトリック・カーティ、トマス・アール、ジェームズ・ドビン、ノア・ハーウッドがキングストンで処刑された。さらに、ラカムたちが捕えられた当日、彼らと共に酒を飲んでいた9人の男たちにも「海賊の一味に加わった」として有罪判決が下り、ジョン・イートン、トマス・クイック、トマス・ベイカーがポート・ロイヤルで、ジョン・コール、ジョン・ハワード、ベンジャミン・パーマーがキングストンで処刑された。エドワード・ワーナー、ウォルター・ラウズ、ジョン・ハンソンについては記録が残っていない。
2人の女海賊、アンとメアリにも死刑判決が下るが、彼女らは妊娠を理由に刑の執行の延期を主張した。メアリはその後ひどい熱病にかかり、獄中で息を引き取った。アンは獄中で出産し、処刑はたびたび延期された。彼女の運命は正確には伝わっていないが、ついに処刑されることはなかったという。
ラカムの遺体は海賊を志す者への見せしめとして鎖に繋がれ、プラムポイントでさらし者にされた。

## ラカムの海賊旗

ジョン・ラカムの海賊旗

黒地に、上には髑髏を、下にはXに交差させたカットラスを配置した、ジョン・ラカムの海賊旗デザインは数多い海賊旗デザインの中でもとりわけ特徴的なためか創作作品に度々登場する。洋画では、1995年公開の『カットスロートアイランド』や、2003年以降大ヒットシリーズの起点となった『パイレーツ・オブ・カリビアン/呪われた海賊たち』で海賊船ブラック・パールが掲げる旗として登場したのをはじめ、事例は数多い。また、タンパベイ・バッカニーズのロゴもラカム式海賊旗のアレンジである。国内の作品では、テレビ番組海賊戦隊ゴーカイジャーのエンブレムモチーフとして、この意匠を強く想起させる図案が採用されている。

## ラカムが登場する作品
- 「アサシン クリード IV ブラック フラッグ」
- 「Black Sails/ブラック・セイルズ」 トビー・シュミッツ（英語版）がラカムを演じる。

## 参考資料
- コリン・ウッダード(著)、大野晶子(訳)、『海賊共和国史 1696-1721年』2021年7月、パンローリング株式会社
- クリントン・V・ブラック『カリブ海の海賊たち』増田義郎訳、1990年9月、新潮選書
- チャールズ・ジョンソン(著)、朝比奈一郎(訳)、『海賊列伝(上)』2012年2月、中公文庫
- 増田義郎『図説海賊』2006年7月、河出書房新社